# 1. květen
1. květen je 121. den roku podle gregoriánského kalendáře (122. v přestupném roce). Do konce roku zbývá 244 dní. V tento den je Svátek práce.

## Události

### Česko
- 1655 – Papež Alexandr VII. bulou Regimini universalis Ecclesiae odsouhlasil zřizení biskupství v Litoměřicích.
- 1901 – V Ostravě byl zahájen provoz elektrické tramvaje. V souvislosti s tímto byl zároveň ukončen provoz osobní dopravy parní tramvaje.
- 1919 – Maďarsko-československá válka: československé jednotky porazily maďarskou rudou armádu v bitvě o Komárno.
- 1945 – V Přerově vypuklo povstání; začátek květnového povstání českého lidu.
- 1953 – Ke svátku 1. května zahájila vysílání Československá televize – z budovy Měšťanské besedy.
- 1955 – V Praze byl na Letné odhalen pomník sovětského diktátora J. V. Stalina. Pomník byl odstřelen v roce 1962.
- 1991 – Byly vyhlášeny CHKO Broumovsko, CHKO Poodří a CHKO Železné hory.
- 2004 – Česko vstoupilo do EU.
- 2014 – V Praze byla otevřena pobočka slavného francouzského muzea voskových figurín Musée Grévin.
- 2015 – Začalo MS v ledním hokeji 2015

### Svět
- 0305 – Diocletianus, římský císař, se po 21 letech vzdal vlády.
- 1308 – Jan Habsburský zvaný Jan Parricida zavraždil svého strýce římského krále Albrechta I. Habsburského.
- 1519 – Byl kanonizován František z Pauly.
- 1707 – Aktem o unii došlo ke vzniku Království Velké Británie.
- 1786 – Ve Vídni proběhla světová premiéra Mozartovy opery Figarova svatba.
- 1900 – Vydána kniha s názvem Smích francouzského filosofa Henriho Bergsona.
- 1904 – Rusko-japonská válka: Japonci porazili ruské jednotky v bitvě na řece Jalu.
- 1931 – Byl otevřen mrakodrap Empire State Building v New Yorku.
- 1950 – V západním Berlíně proběhly demonstrace proti setkání FDJ (Svobodná německá mládež) ve východním Berlíně.
- 1951
  - V bavorském Mnichově zahájilo vysílání rádio Svobodná Evropa.
  - Íránská krize: Byla znárodněna Anglo-íránská ropná společnost.
- 1954 – V Jižní Koreji byla založena Církev sjednocení.
- 1959 – Začal vycházet slovinský deník Delo.
- 1969 – Byla založena americká hardwarová společnost Advanced Micro Devices (zkráceně AMD).
- 1960
  - Nigérie vyhlásila nezávislost.
  - Americký pilot Francis Gary Powers byl sestřelen v průzkumném letadle U-2 nad Sovětským svazem.
- 1970 – V Seattlu propukly protesty po oznámení prezidenta Richarda Nixona, že americké síly ve Vietnamu mohou pronásledovat nepřátelské jednotky do neutrální Kambodži.
- 1978 – Prvního sólového dobytí severního pólu dosáhl se psím spřežením Japonec Naomi Uemura.
- 1979 – Marshallovy ostrovy byly prohlášeny autonomní republikou.
- 1993 – Rakousko se stalo členem EUROCONTROL.
- 1997 – Britští labouristé Tohyho Blaira po 18 letech vyhráli volby.
- 2000 – USA zrušily selektivní dostupnost GPS signálu.
- 2003 – USA a jejich spojenci v Iráku ustanovili tzv. Prozatímní koaliční správu. Prezident George W. Bush v projevu nazvaném „Mise splněna“ řekl, že hlavní boje v Iráku skončily.
- 2004
  - Evropská unie se rozšířila o Česko, Estonsko, Kypr, Litvu, Lotyšsko, Maďarsko, Maltu, Polsko, Slovensko, Slovinsko. Díky tomu byl rozšířen počet evropských komisařů na 30.
  - Ukrajina se stala členem EUROCONTROL.
- 2008 – Čína otevřela most přes zátoku Chang-čou, nejdelší most vedoucí přes moře.
- 2009 – Ve Švédsku byly legalizovány sňatky stejného pohlaví.
- 2011 – Ve Vatikánu byl blahořečen bývalý papež Jan Pavel II.
- 2015 – Šestice policistů byla obviněna ze smrti mladého Afroameričana Freddieho Graye, který zemřel v důsledku zranění, která utrpěl během převozu do vazby v Baltimoru.

## Narození

### Česko

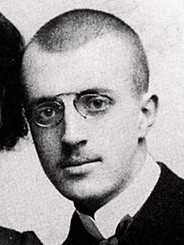
Herbert Masaryk (* 1880)

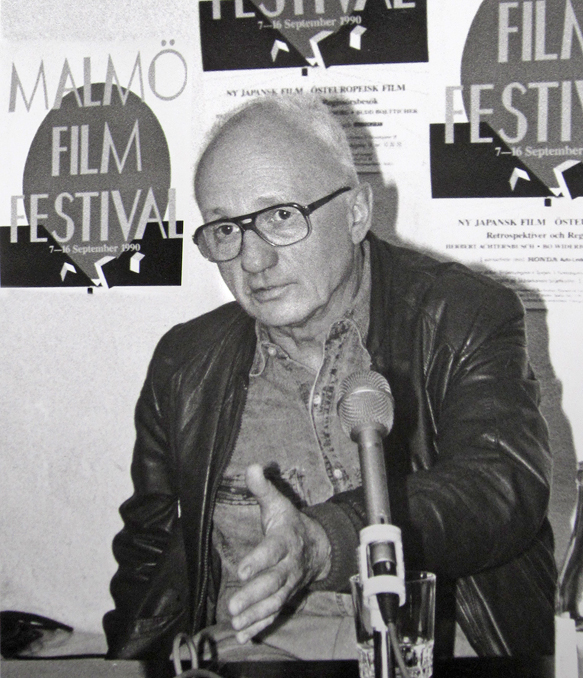
Karel Kachyňa (* 1924)

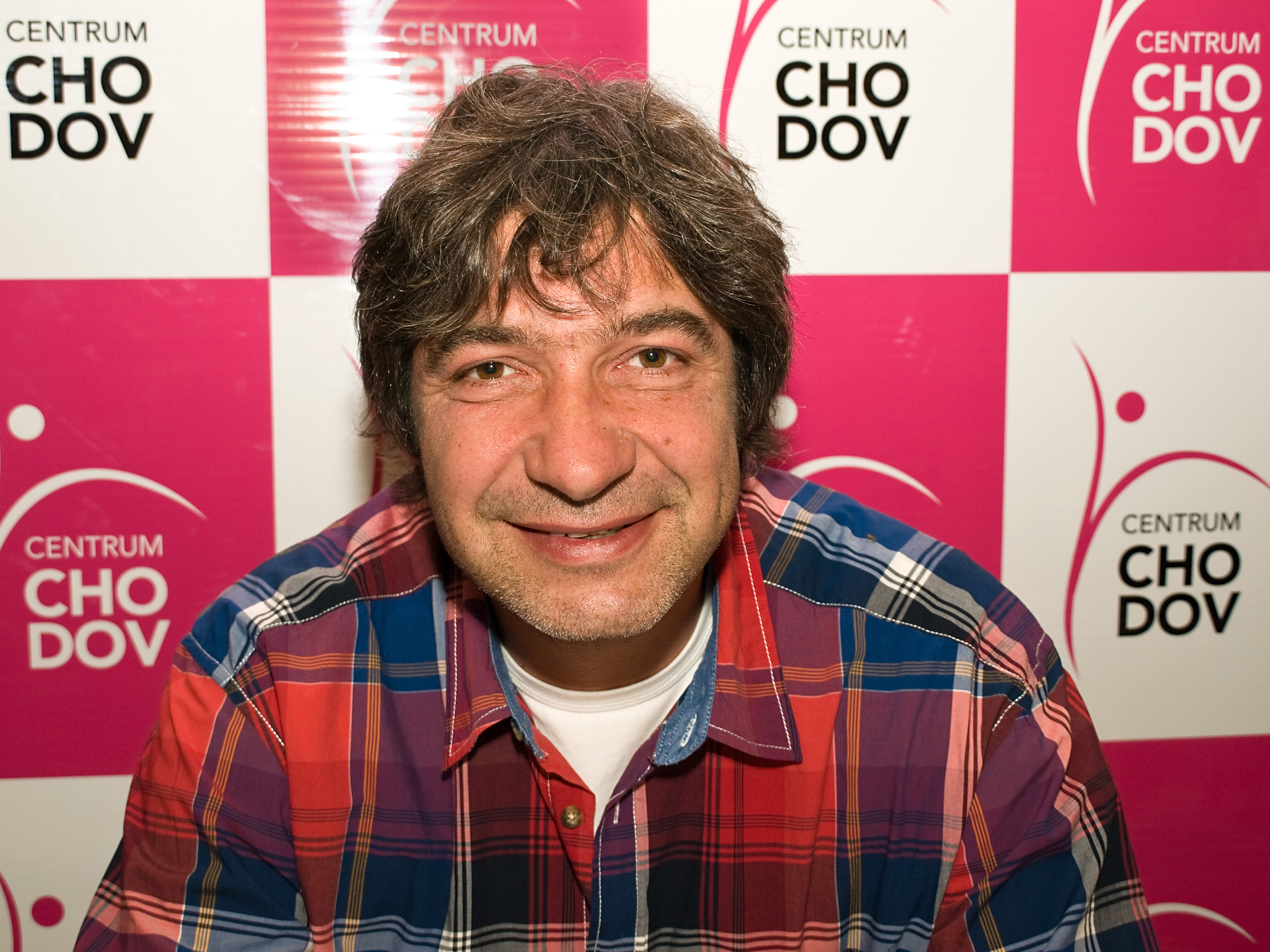
Jiří Babica (* 1961)

- 1508 – Zigmund Antoch z Helfenberka, český filosof a matematik († 1. května 1552)
- 1700 – Filip Josef Kinský, šlechtic, diplomat a politik († 12. ledna 1749)
- 1764 – Gottfried Rieger, skladatel († 13. října 1855)
- 1804 – Josef Augustin Ginzel, kanovník katedrální kapituly v Litoměřicích († 1. června 1876)
- 1807 – František Alexandr Zach, vojenský teoretik, generál srbské armády († 14. ledna 1892)
- 1811 – Filip Stanislav Kodym, populárně-vědecký spisovatel († 4. října 1884)
- 1823 – Josef Jindřich Řezníček, obrozenecký spisovatel, překladatel a dramatik († 8. prosince 1880)
- 1825 – Anton Jahnel, rakouský a český politik († 20. dubna 1896)
- 1831 – Bohumil Janda Cidlinský, básník a spisovatel († 29. září 1875)
- 1832 – Josef Lev, operní pěvec a skladatel († 16. března 1898)
- 1847 – Hynek Lang, rakouský a český právník a politik († 5. října 1926)
- 1872
  - Ladislav Prokop Procházka, lékař, politik, hudební skladatel a spisovatel († 12. října 1955)
  - Jan Čančara, československý politik († 1. prosince 1957)
- 1874 – Eustach Cihelka, podnikatel a umělec († 25. listopadu 1947)
- 1880
  - František Bartoš, československý divizní generál († 16. září 1946)
  - Herbert Masaryk, malíř, syn prezidenta Tomáše Garrigue Masaryka († 15. března 1915)
- 1888 – Jan Morávek, spisovatel († 4. dubna 1958)
- 1889 – Pravoslav Kotík, malíř († 14. ledna 1970)
- 1891 – Emil Šulc, architekt († 3. ledna 1957)
- 1894
  - bl. Marie Restituta Kafková, rakouská řeholnice a mučednice († 30. března 1943)
  - Matthäus Quatember, generální opat Cisterciáckého řádu († 10. února 1953)
- 1901
  - Jaroslav Kratochvíl, protektorátní ministr průmyslu,obchodu a živností († 5. dubna 1984)
  - Josef Škoda, sochař († 15. srpna 1949)
- 1904 – Josef Rybák, spisovatel († 15. prosince 1992)
- 1905 – Jiří Hronek, spisovatel a novinář († 5. března 1987)
- 1906 – Jaroslav Maštalíř, skladatel a klavírista († 22. května 1988)
- 1907 – Eva Svobodová, herečka († 3. ledna 1992)
- 1908 – Ivo Váňa Psota, tanečník a choreograf († 16. února 1952)
- 1918 – Marie Motlová, herečka († 26. srpna 1985)
- 1920
  - Oldřich Švarný, sinolog a fonetik († 19. dubna 2011)
  - Josef Hendrich, filolog († 9. dubna 2012)
- 1922 – Naděžda Slabihoudová, překladatelka († 2014)
- 1924 – Karel Kachyňa, režisér († 12. března 2004)
- 1925 – Vladimír Vodička, hudební skladatel († 4. září 2015)
- 1927 – Věra Sládková, básnířka, prozaička a dramatička († 2. dubna 2006)
- 1928 – Karel Franta, malíř a ilustrátor († 19. července 2017)
- 1932 – Karel Beneš, český grafik, malíř a ilustrátor († 28. září 2021)
- 1936 – Zdeněk Trojan, vysokoškolský pedagog a politik
- 1941 – Petr Pelzer, herec († 4. července 2017)
- 1942 – Ivan Wilhelm, jaderný fyzik a rektor Univerzity Karlovy
- 1954 – Leopold Sulovský, horolezec a politik
- 1956 – Jan Frolík, archeolog
- 1958 – Zbyněk Matějů, hudební skladatel
- 1959
  - Daniel Pešta, multimediální vizuální umělec
  - Jiří Daněk, spisovatel († 2. února 2017)
- 1961
  - Jan Čenský, herec
  - Jiří Babica, kuchař
- 1965 – Jan Antonín Duchoslav, herec
- 1974 – Alice Springs, zpěvačka, skladatelka a textařka
- 1985 – Kristýna Ryška, herečka

### Svět

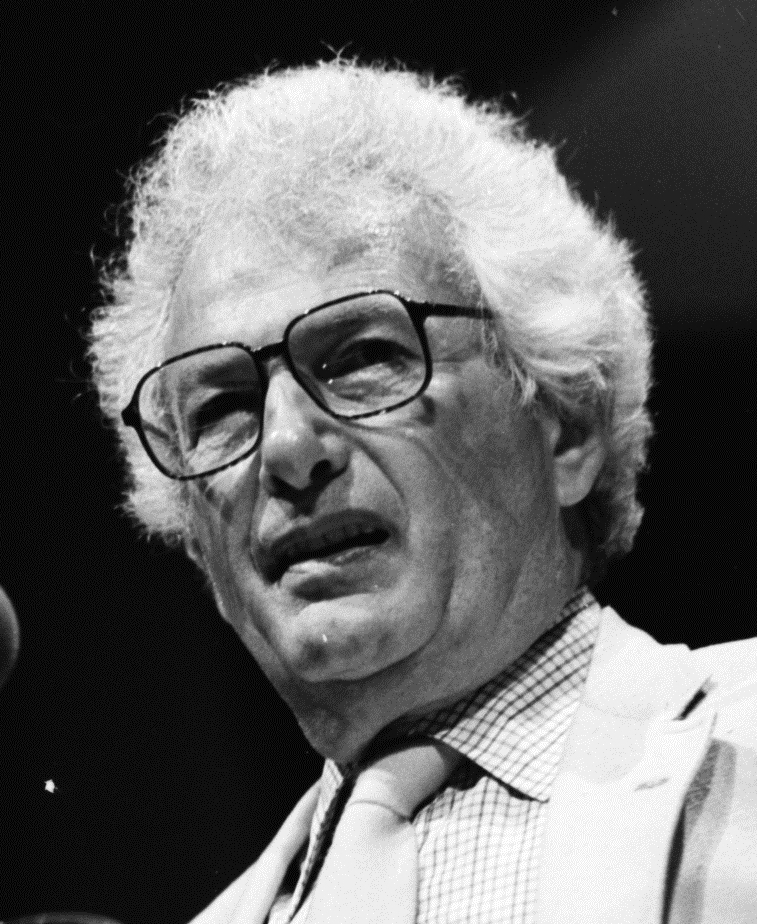
Joseph Heller (* 1923)

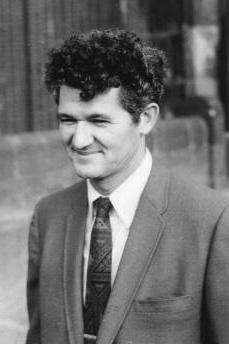
Peter Lax (* 1926)

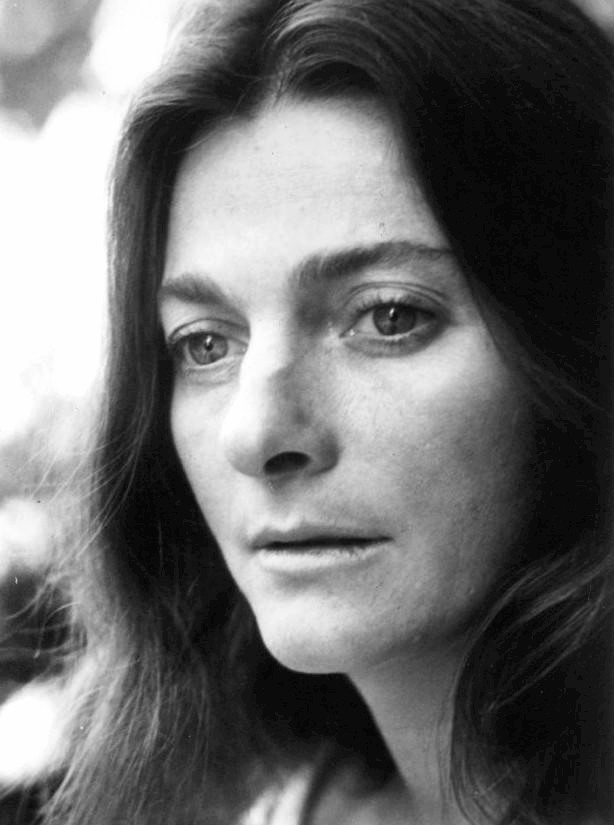
Judy Collins (* 1939)

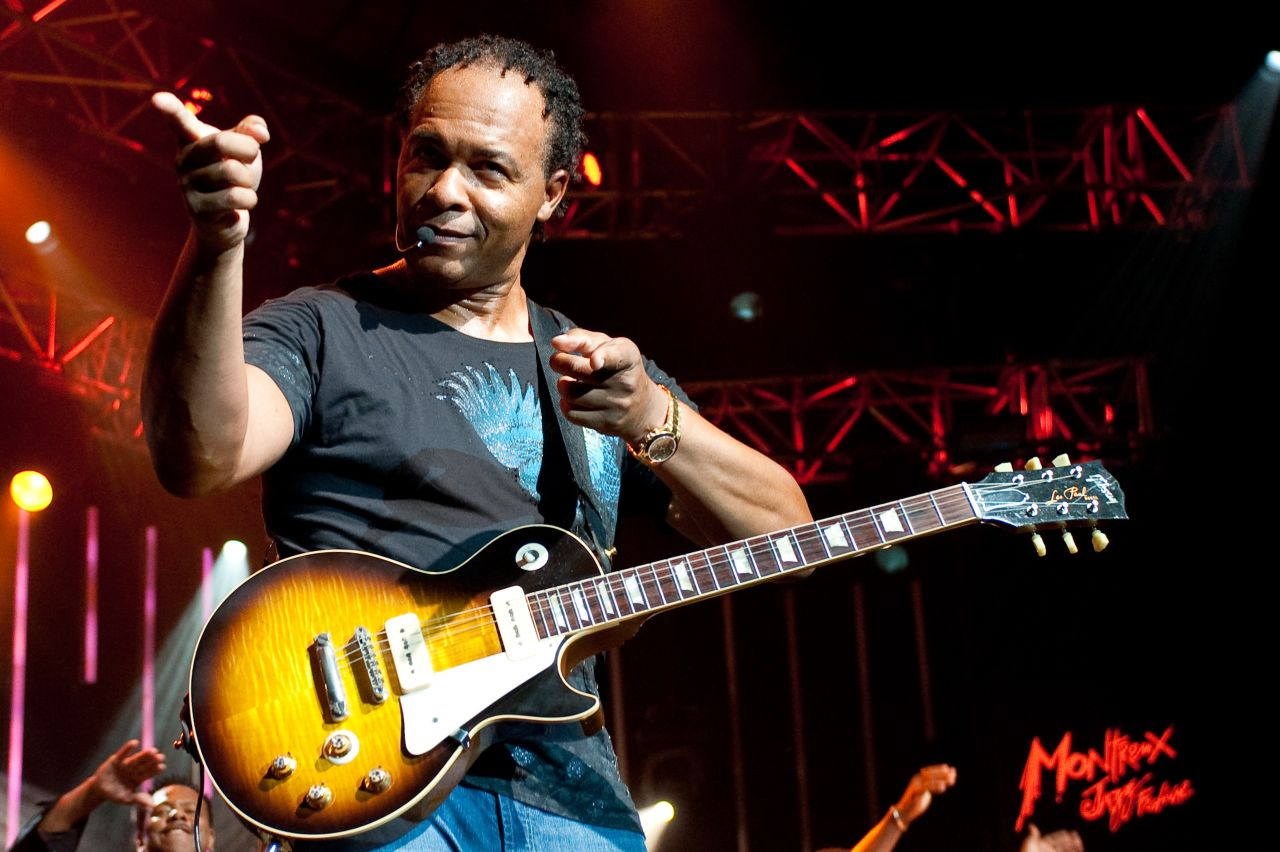
Ray Parker, Jr. (* 1954)

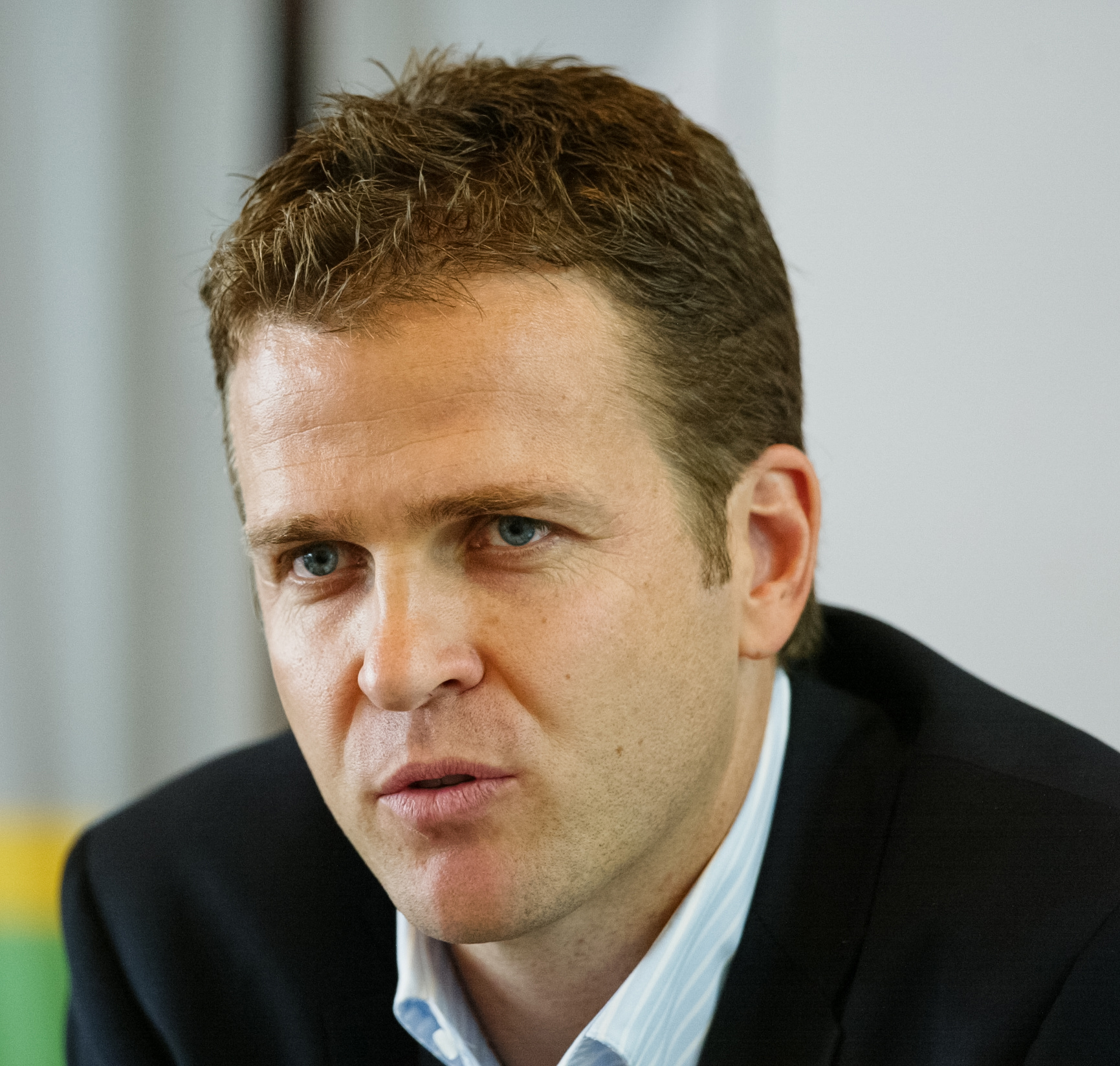
Oliver Bierhoff (* 1968)

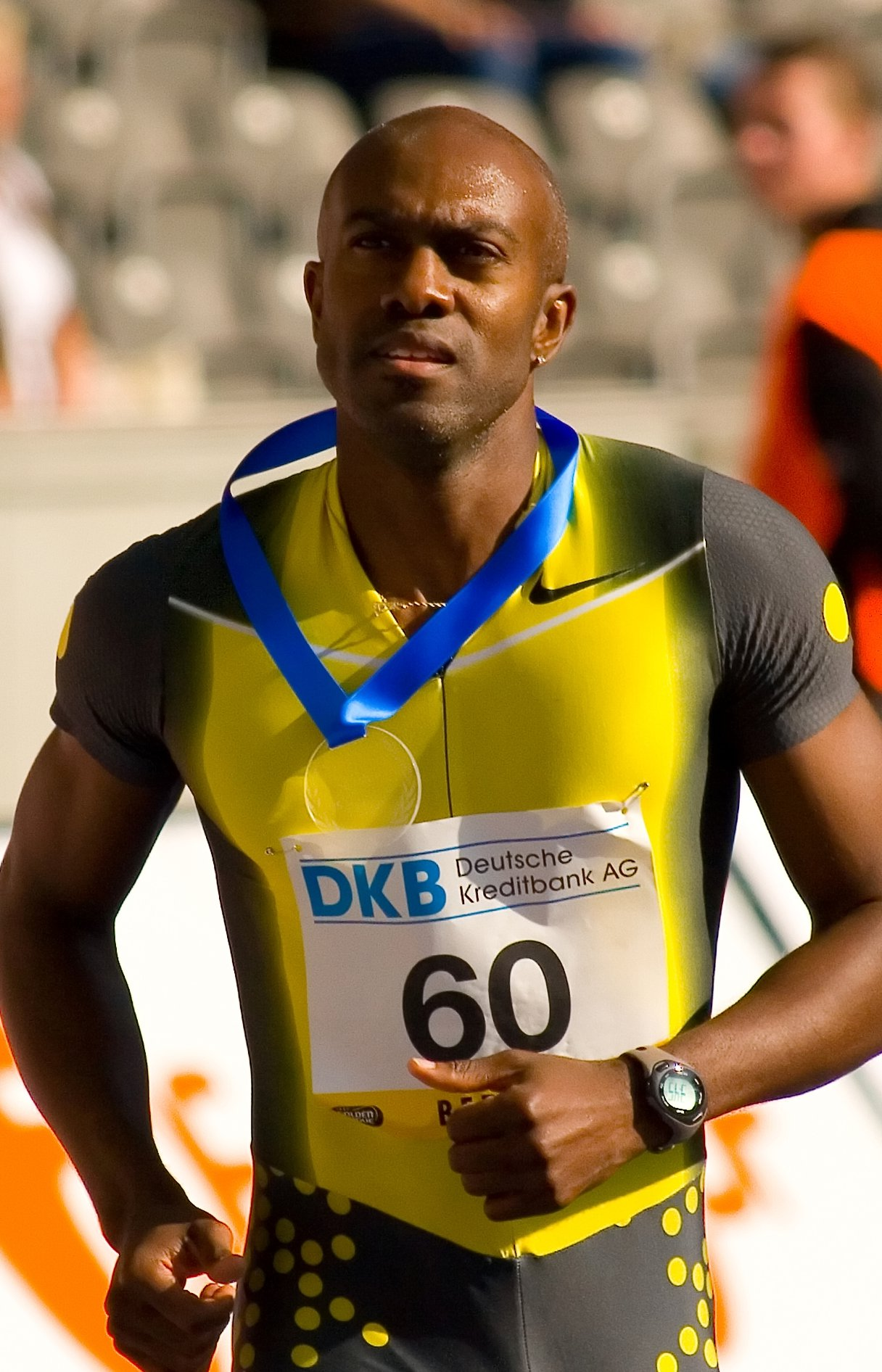
Allen Johnson (* 1971)

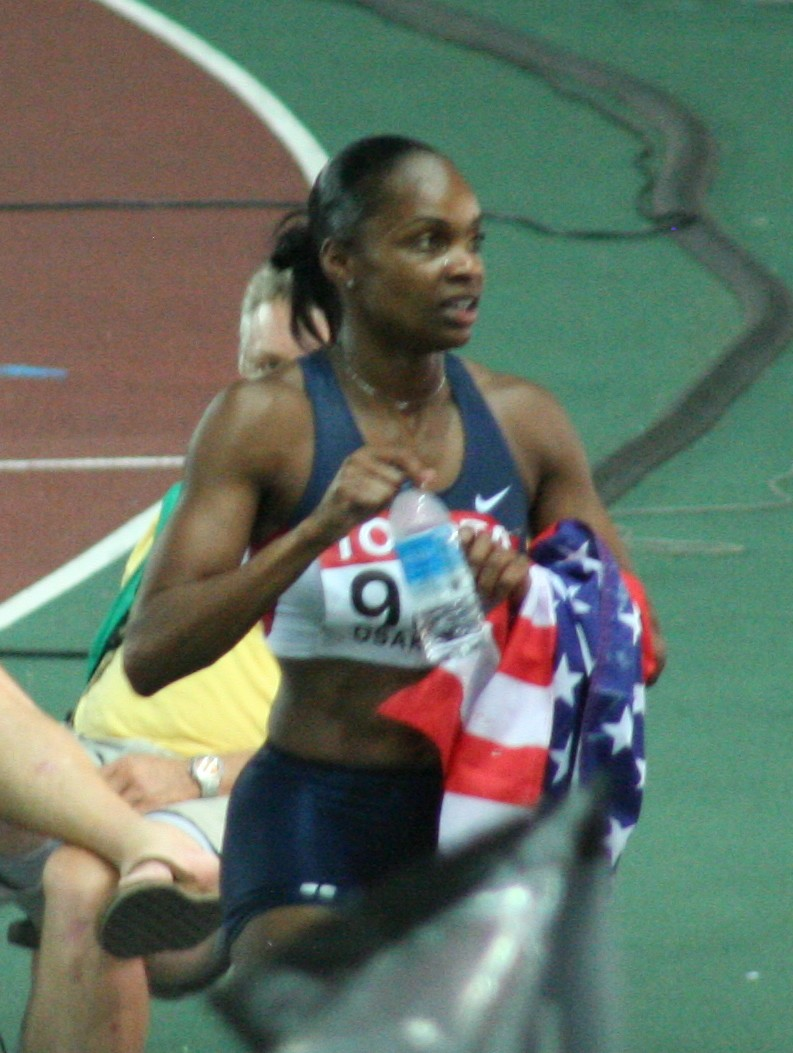
Michelle Perryová (* 1979)

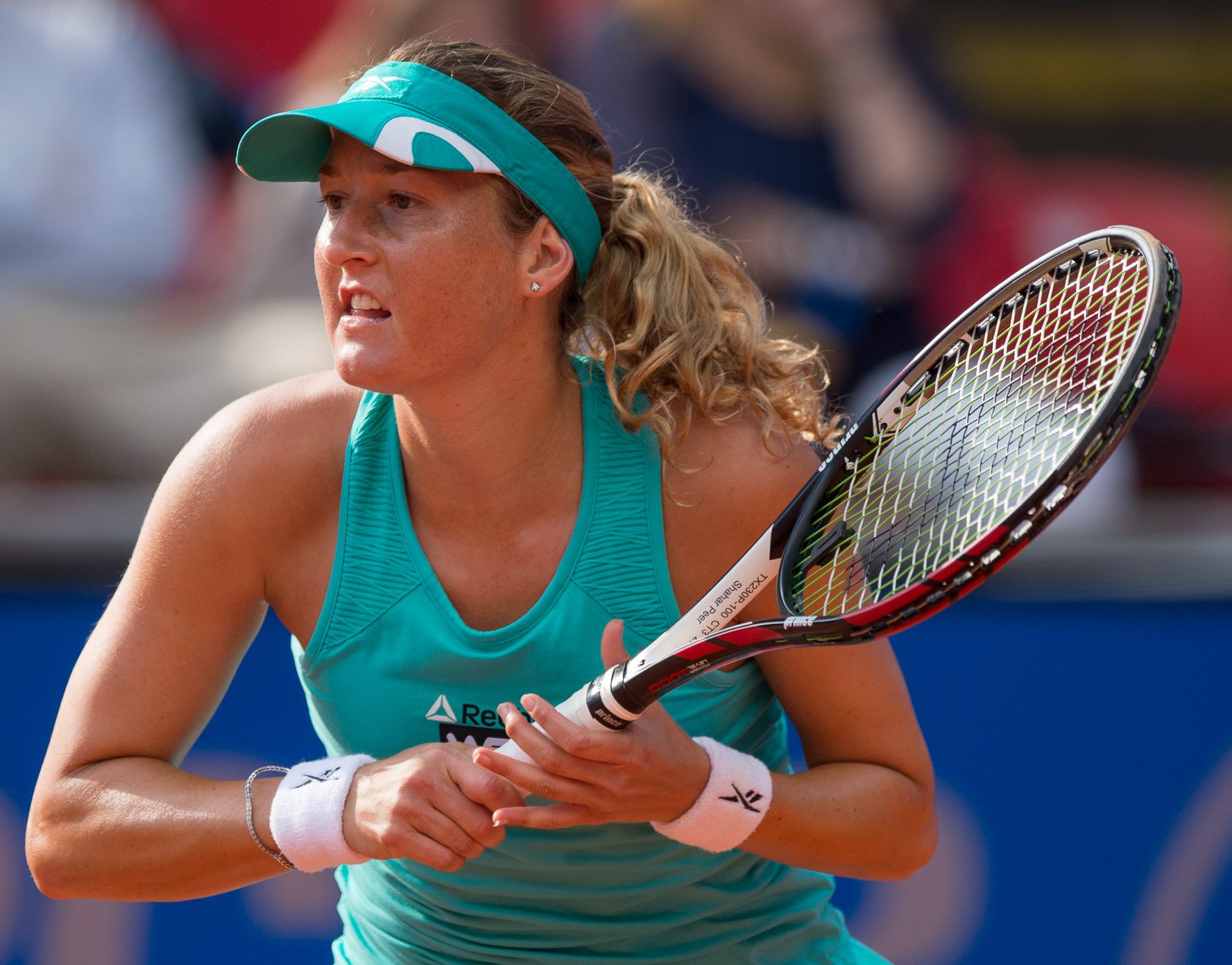
Šachar Pe'erová (* 1987)

- 1218 – Rudolf I. Habsburský, římský král († 16. července 1291)
- 1238 – Magnus VI. Norský, norský král († 9. května 1280)
- 1326 – Rinčinbal, císař říše Jüan a veliký chán mongolské říše († 14. prosince 1332)
- 1591 – Johann Adam Schall von Bell, německý misionář působící v Číně († 15. srpna 1666)
- 1608 – Pieter Post, holandský architekt, malíř a grafik († 8. května 1669)
- 1620 – Mikuláš Zrinský, chorvatský a maďarský básník, vojevůdce a politik († 18. listopadu 1664)
- 1672 – Joseph Addison, anglický politik a spisovatel († 17. června 1719)
- 1695 – Pierre Saint-Sevin, francouzský violoncellista a hudební skladatel († květen 1768)
- 1698 – Jacques Bonne-Gigault de Bellefonds, francouzský arcibiskup († 20. července 1746)
- 1753 – Josef Bergler, německý malíř, ředitel Akademie výtvarných umění v Praze († 25. června 1829)
- 1769 – Arthur Wellesley, 1. vévoda z Wellingtonu, britský vojevůdce a státník († 14. září 1852)
- 1811 – Ignaz Kuranda, rakouský spisovatel, novinář a politik († 3. dubna 1878)
- 1814 – Karel Vilém Auersperg, rakouský ministerský předseda († 4. ledna 1890)
- 1821
  - Henry Ayers, premiér Jižní Austrálie († 11. června 1897)
  - Daniel Weisiger Adams, generál konfederační armády během Americké občanské války († 13. června 1872)
- 1825 – Johann Jakob Balmer, švýcarský matematik a fyzik († 12. března 1898)
- 1826 – Auguste-Rosalie Bisson, francouzský fotograf († 22. dubna 1900)
- 1827 – Jules Breton, francouzský malíř a básník († 5. července 1906)
- 1828 – Albert Marth, německý astronom († 5. srpna 1897)
- 1836 – Ludvig Grundtvig, dánský fotograf a malíř († 28. listopadu 1901)
- 1850 – Artur Sasko-Koburský, syn britské královny Viktorie († 16. ledna 1942)
- 1852
  - Calamity Jane, profesionální zvěd († 1. srpna 1903)
  - Santiago Ramón y Cajal, španělský lékař, nositel Nobelovy ceny († 17. října 1934)
- 1856 – Jean Gilletta, francouzský fotograf († 4. února 1933)
- 1857 – Theo van Gogh, bratr malíře Vincenta van Gogha († 25. ledna 1891)
- 1862 – Janko Veselinović, srbský učitel, dramaturg a spisovatel († 14. července 1905)
- 1871 – Marius Maure, francouzský fotograf († 1941)
- 1872 – Hugo Alfvén, švédský pozdně romantický hudební skladatel a dirigent († 8. května 1960)
- 1881 – Pierre Teilhard de Chardin, francouzský náboženský myslitel a vědec, geolog a paleontolog († 10. dubna 1955)
- 1882 – Reginald Ruggles Gates, kanadský antropolog, botanik a genetik († 12. srpna 1962)
- 1887 – Pinchas Rosen, izraelský ministr spravedlnosti († 3. května 1978)
- 1893 – Nestor Lakoba, abchazský bolševický revolucionář († 28. prosince 1936)
- 1894 – Rukiye Sabiha Sultan, osmanská princezna a dcera sultána Mehmeda VI. († 26. srpna 1971)
- 1895 – Nikolaj Ježov, sovětský politik a funkcionář († 1940)
- 1896 – Mark W. Clark, americký generál († 17. dubna 1984)
- 1898 – Władysław Goral, biskup lublinský, katolický blahoslavený († duben 1945)
- 1907 – Volmari Iso-Hollo, finský olympijský vítěz na 3000 metrů překážek († 23. června 1969)
- 1909
  - Július Barč-Ivan, slovenský duchovní, spisovatel a dramatik († 25. prosince 1953)
  - Janis Ritsos, řecký básník a dramatik († 11. listopadu 1990)
- 1913 – Hans Walter Süsskind, britský klavírista, dirigent a hudební skladatel českého původu († 25. března 1980)
- 1915 – Archie Williams, americký olympijský vítěz v běhu na 400 metrů z roku 1936 († 24. června 1993)
- 1916 – Glenn Ford, americký herec († 30. srpna 2006)
- 1917
  - Serge Silberman, francouzský filmový producent († 22. července 2003)
  - Danielle Darrieuxová, francouzská herečka a zpěvačka († 18. října 2017)
- 1918 – Dimitris Papadimos, řecký fotograf († 3. května 1994)
- 1922 – Michel Cournot, francouzský spisovatel, žurnalista, scenárista, filmový režisér († 8. února 2007)
- 1923 – Joseph Heller, americký spisovatel († 12. prosince 1999)
- 1924 – Big Maybelle, americká zpěvačka († 23. ledna 1972)
- 1925 – Malcolm Scott Carpenter, americký astronaut († 10. října 2013)
- 1926 – Peter Lax, americký matematik
- 1927 – Morio Kita, japonský lékař a spisovatel († 24. října 2011)
- 1929
  - Ralf Dahrendorf, německo-britský sociolog, politolog, filosof a politik († 17. června 2009)
  - Stanisław Mikulski, polský herec († 27. listopadu 2014)
- 1930
  - Little Walter, americký zpěvák, harmonikář a kytarista († 15. února 1968)
  - Jela Lukešová, slovenská herečka († 5. května 2012)
- 1931 – Ira Sullivan, americký jazzový hudebník
- 1932 – Ion Popescu-Gopo, rumunský výtvarník, animátor, filmový režisér a herec († 28. listopadu 1989)
- 1934 – Shirley Horn, americká zpěvačka († 20. října 2005)
- 1939
  - Judy Collins, americká hudebnice
  - Susan Husseyová, společnice britské panovnice Alžběty II.
  - France Rumilly, francouzská herečka
- 1941 – Detlef Brandes, německý historik
- 1942
  - Václav Furmánek, slovenský archeolog
  - Jean Saubertová, americká sjezdová lyžařka, dvojnásobná olympijská medailistka v roce 1964 († 14. května 2007)
- 1944 – Costa Cordalis, řecko–německý zpěvák pop music a kytarista († 2. července 2019)
- 1946
  - Valerij Muratov, sovětský rychlobruslař, mistr světa
  - Jerry Weiss, americký hráč na trubku a křídlovku
- 1947 – Ja'akov Bekenstein, izraelský teoretický fyzik († 17. srpna 2015)
- 1948 – Terry Goodkind, americký spisovatel
- 1949 – Tim Hodgkinson, britský hudebník a hudební skladatel
- 1950 – John Diehl, americký filmový herec
- 1951 – Sally Mann, americká fotografka
- 1954 – Ray Parker, Jr., americký zpěvák
- 1963 – Stefan Schwartz, anglický režisér a herec
- 1966 – Johnny Colt, americký baskytarista, člen skupiny Lynyrd Skynyrd
- 1968 – Oliver Bierhoff, německý fotbalista a funkcionář
- 1969 – Wes Anderson, americký filmový režisér
- 1970 – Rod Snow, kanadský ragbista
- 1971 – Allen Johnson, atlet USA
- 1973 – Zsolt Hornyák, slovenský fotbalista
- 1975 – Marc-Vivien Foé, kamerunský fotbalista († 2003)
- 1976 – James Murray, americký komik a herec
- 1979
  - Michelle Perryová, atletka USA
  - Mauro Bergamasco, italský ragbista
- 1980 – Zaz, francouzská zpěvačka
- 1981 – Alexandr Hleb, běloruský fotbalista
- 1982 – Jamie Dornan, severoirský herec
- 1984 – Markus Bendler, rakouský horolezec
- 1987 – Šachar Pe'erová, izraelská tenistka
- 1999 – Romain Ntamack, francouzský ragbista

## Úmrtí

### Česko

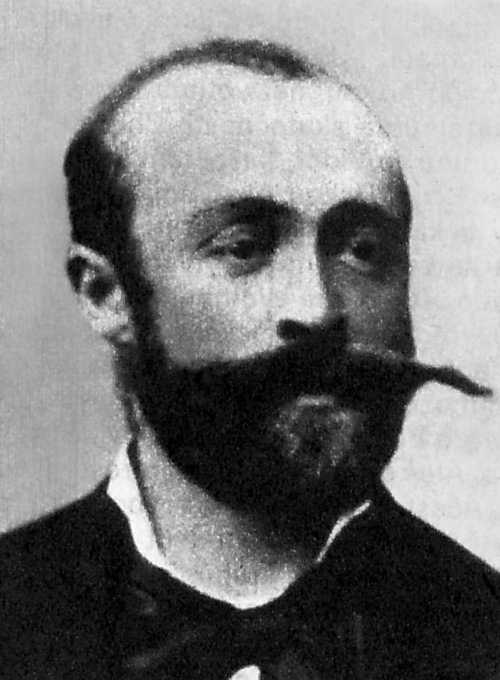
Antonín Chittussi († 1891)

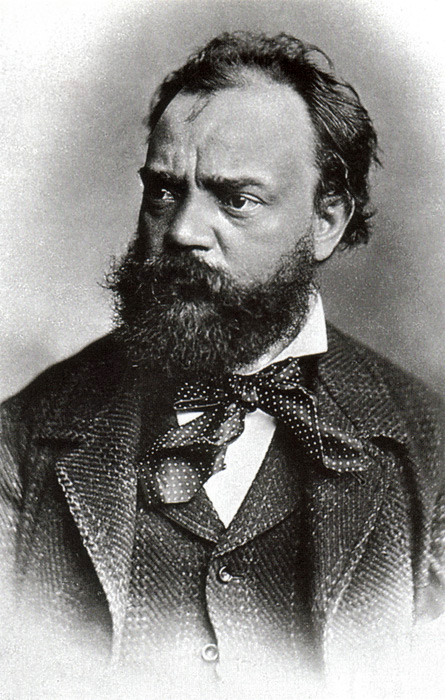
Antonín Dvořák († 1904)

- 1271 – Vít, děkan pražské kapituly (* ?)
- 1552 – Zigmund Antoch z Helfenberka, filosof a matematik (* 1. května 1508)
- 1806
  - Matěj Brixi, kantor (* 25. února 1752)
  - Václav Eliáš Lenhart, lesník a odborný spisovatel (* 20. července 1744)
- 1862 – Ignác Florus Stašek, vyškovský matematik, astronom a fotograf (* 27. listopadu 1782)
- 1874 – Vilém Blodek, hudební skladatel z období českého hudebního romantismu (* 3. října 1834)
- 1882 – Emanuel Tuschner, politik, starosta Plzně (* 24. prosince 1828)
- 1891 – Antonín Chittussi, malíř (* 1. prosince 1847)
- 1904 – Antonín Dvořák, hudební skladatel (* 8. září 1841)
- 1908 – Jan Kaftan, hudební skladatel (* 25. prosince 1870)
- 1917 – Eduard Vodnařík, moravský úředník, autor mluvnice maďarštiny (* 4. prosince 1837)
- 1920 – Hanuš Wihan, violoncellista a hudební pedagog (* 5. června 1855)
- 1928 – Ferdinand Hotový, opat kláštera v Nové Říši (* 5. ledna 1853)
- 1932 – Jan Loevenstein, ekonom a pedagog (* 20. října 1886)
- 1953 – Ladislav F. Dvořák, ekonom (* 31. května 1888)
- 1958 – Simeon Vacula, československý politik (* 14. února 1880)
- 1964 – Emil Vachek, spisovatel (* 2. února 1889)
- 1968 – Václav Melzer, mykolog (* 26. srpna 1878)
- 1981 – Dominik Pecka, kněz, spisovatel, sociolog, antropolog a teolog (* 4. srpna 1895)
- 1985 – Pavel Potužák, geodet, vysokoškolský pedagog a politik (* 3. ledna 1895)
- 1990
  - Donát Šajner, spisovatel (* 24. ledna 1914)
  - Jindřich Maudr, československý zápasník, stříbro na OH 1928 (* 10. ledna 1906)
- 2002 – Karel Ptáčník, spisovatel (* 27. srpna 1921)
- 2013
  - Milan Malý, stíhací pilot československé perutě v RAF (* 30. září 1923)
  - Antonín Brousek, exilový básník, literární kritik, redaktor, překladatel (* 25. září 1941)
- 2015
  - Petr Poš, výtvarník a režisér animovaných filmů (* 2. ledna 1944)
  - Karel Vašák, ředitel Mezinárodního ústavu pro lidská práva (* 26. června 1929)

### Svět

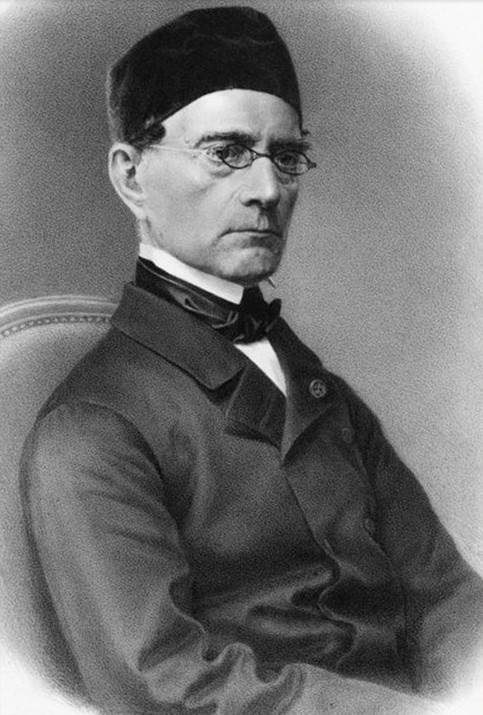
Gabriel Lamé († 1870)

David Livingstone († 1873)

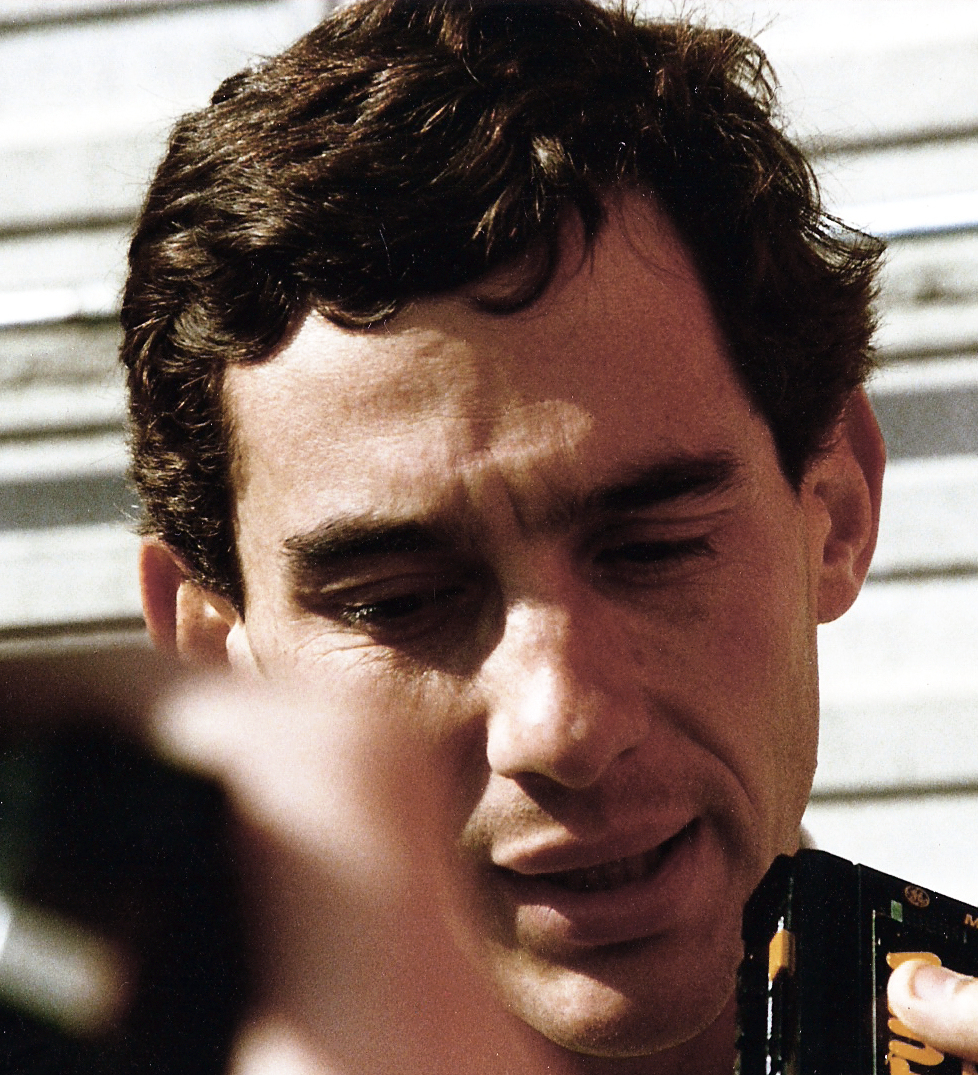
Ayrton Senna († 1994)

- 0408 – Arcadius, byzantský císař (* 377)
- 1118 – Matylda Skotská, anglická královna jako manželka Jindřicha I. (* asi 1080)
- 1308 – Albrecht I. Habsburský, římský král, rakouský a štýrský vévoda (* 1255)
- 1345 – Peregrín Laziosi, servitský mnich, kněz a světec (* 1265)
- 1539 – Isabela Portugalská, španělská královna jako manželka Karla V. (* 24. října 1503)
- 1555 – Marcellus II., papež (* 6. května 1501)
- 1572 – Pius V., 225. papež (* 17. ledna 1504)
- 1801 – Murad Bej, mamlúcký emír a místodržitel Egypta (* 1750)
- 1813 – Jean-Baptiste Bessières, francouzský generál (* 6. srpna 1768)
- 1850 – Henri Marie Ducrotay de Blainville, francouzský zoolog a anatom (* 12. září 1777)
- 1857 – Frederick Scott Archer, britský fotograf (* 1813)
- 1859 – John Walker, anglický chemik, vynálezce zápalky (* 29. května 1781)
- 1869 – Fréderic Cailliaud, francouzský cestovatel a mineralog (* 9. června 1787)
- 1870 – Gabriel Lamé, francouzský matematik a fyzik (* 22. července 1795)
- 1873 – David Livingstone, skotský misionář a cestovatel (* 19. března 1813)
- 1885 – Johann Heinrich Christian Schubart, německý klasický filolog (* 28. února 1800)
- 1900 – Mihály Munkácsy, maďarský malíř (* 20. února 1844)
- 1918 – Grove Karl Gilbert, americký geolog (* 6. května 1843)
- 1920 – Margareta z Connaughtu, anglická a švédská princezna (* 15. ledna 1882)
- 1927 – Oscar Swahn, sportovní střelec (* 20. října 1847)
- 1933 – Carl Roman Abt, švýcarský konstruktér a vynálezce (* 16. července 1850)
- 1945
  - Wilhelm Burgdorf, generál pěchoty německého Wehrmachtu (* 15. února 1895)
  - Joseph Goebbels, nacistický ministr propagandy (* 29. října 1897)
- 1946 – William Johnston, americký tenista (* 2. listopadu 1894)
- 1954 – Ľudovít Jakubóczy, slovenský herec (* 16. května 1898)
- 1958 – Oscar Torp, premiér Norska (* 8. června 1893)
- 1973 – Asger Jorn, dánský malíř a sochař (* 3. března 1914)
- 1978 – Aram Chačaturjan, rusko-arménský hudební skladatel, klavírista a dirigent (* 1903)
- 1989 – Edward Ochab, prezident Polska (* 16. srpna 1906)
- 1984 – Štefan Kukura, slovenský chirurg (* 27. července 1914)
- 1989 – František Graus, německý historik (* 14. prosince 1921)
- 1993 – Pierre Bérégovoy, premiér Francie (* 23. prosince 1925)
- 1994 – Ayrton Senna, brazilský pilot Formule 1 (* 21. března 1960)
- 1999 – Brian Shawe-Taylor, irský automobilový závodník (* 28. ledna 1915)
- 2000 – Steve Reeves, americký kulturista a herec (* 21. ledna 1926)
- 2001 – Trịnh Công Sơn, vietnamský hudební skladatel (* 28. února 1939)
- 2004
  - Martin Martinček, slovenský fotograf (* 13. ledna 1913)
  - Lojze Kovačič, slovinský spisovatel (* 9. listopadu 1928)
- 2005 – Zoltán Pásztory, maďarský hudebník (* 31. října 1944)
- 2009 – Július Vašek, slovenský herec (* 29. prosince 1926)
- 2011
  - Jacques Fresco, americký multidisciplinární vědec (* 12. března 1916)
  - Moše Landau, předseda Nejvyššího soudu Izraele (* 29. dubna 1912)
  - Agustín García-Gasco y Vicente, španělský kardinál (* 12. února 1931)
- 2012 – Charles Pitts, americký kytarista (* 7. dubna 1947)
- 2013 – Stuart Wilde, britský spisovatel (* 24. září 1946)
- 2014
  - Asaf Dajan, izraelský herec a režisér (* 23. listopadu 1945)
  - Allen Kent, americký odborník na informatiku (* 24. října 1921)
- 2015 – Grace Lee Whitneyová, americká herečka a zpěvačka (* 1. dubna 1930)
- 2021 – Olympia Dukakis, americká herečka (* 20. června 1931)
- 2023 – Gordon Lightfoot, kanadský skladatel (* 17. listopadu 1938)

## Svátky

### Česko
- Svátek: Svátek práce
- Jeremiáš
- Socialistický kalendář – Svátek práce

### Svět
- Svátek práce
- Slovensko – Den pracovního klidu: Svátek práce (slovensky Sviatok práce)
- Marshallovy ostrovy – výročí ustavení republiky
- Finsko – Vappu (svátek studentů)

Jiné oslavy
- První máj (svátek zamilovaných)
- pálení čarodějnic
- pohanský Beltain

## Pranostiky

### Česko
- Před Filipem deštík noční úrodu nám věští roční.
- Prší-li na svatého Filipa a Jakuba v noci, bude úrodný rok.
- Filipa Jakuba mráz – to obilí plný klas.
- Filipa Jakuba déšť – to zlá zvěst.
- Kolik Filipa Jakuba krapek, tolik sena kopek.
- Na Filipa a Jakuba koníček trávy naškubá.
- Na Jakuba a Filipa zelená se každá lípa.
- Na prvního máje déšť, málo sena, žita jest.
- Prší-li na prvního máje, bude později sucho a neurodí se seno.
- Prší-li na prvního máje, bude později sucho a neurodí se víno.
- Prší-li na prvního května, bývá málo žita a sena.
- První květen deštivý – polím a loukám škodlivý.
- Jestli se Filip a Jakub zasměje, jistě se hnedle čočka zaseje.
- Na Filipa Jakuba chrousti hučí, o Martině studený vítr fučí.
- Na prvního máje sníh na střeše taje (humorná pranostika Karla Čapka — Zahradníkův březen)